# Museo civico di Amalfi
Il Museo civico di Amalfi è situato al primo piano del Palazzo municipale, nella sala consiliare denominata Sala Morelli, intitolata al pittore Domenico Morelli e dove hanno trovato posto anche le sue opere, tra cui un dipinto di Matteo Camera ed uno di Flavio Gioia. Inoltre sono esposti oggetti relativi alla storia di Amalfi, come gonfaloni, cimeli storici ed oggetti sacri.
Nel museo si conserva la Tabula Amalphitana redatta nel 1400, un codice marittimo il cui originale risale alle origini della Repubblica di Amalfi, che contiene le norme, scritte per lo più in latino, riguardanti tutti gli aspetti della navigazione, compresi obblighi e diritti del marinaio, la copia a stampa delle Pandette di Giustiniano, una parte delle opere del pittore Pietro Scoppetta ed il Codice Foscariniano, manoscritto risalente al XVII secolo del Doge di Venezia Marco Foscarini
L'esposizione comprende antichi strumenti nautici  recuperati da relitti naufragati, come ad esempio la bussola dell'incrociatore Amalfi, affondato durante la prima guerra mondiale. Tra gli altri oggetti risalenti a vascelli del XVIII e XIX secolo, una sfera celeste, un sestante e dei mappamondi.
Il museo custodisce i costumi utilizzati nelle regate storiche, opere pittoriche di artisti locali ed i bozzetti originali del frontone della Cattedrale di S. Andrea e degli apostoli ivi raffigurati, realizzati dall'artista Domenico Morelli.